# Sanctuaire de faune et de flore de Guanentá Alto Río Fonce
Le sanctuaire de faune et de flore de Guanentá Alto Río Fonce est une zone protégée en 1993 dans les départements de Santander et Boyacá, en Colombie.